# Hienadź Michasiewicz
Hienadź Madestawicz Michasiewicz (biał. Генадзь Мадэставіч Міхасевіч; ros. Геннадий Модестович Михасевич, ur. 7 kwietnia 1947 w Ist, zm. 25 września 1987 w Mińsku) – białoruski seryjny morderca. W latach 1971–1985 dopuścił się 36 zabójstw kobiet i usiłowania zabójstw na terenie Witebska, Połocka i okolic, w wyniku czego nazywany jest Dusicielem z Witebska. Michasiewicz został skazany na śmierć i stracony przez sąd w 1987 r. Za popełnione przez niego zbrodnie skazano 14 niewinnych osób, z czego jedną na śmierć i rozstrzelanie, a drugiego oślepiono w więzieniu. Śledztwo w tej sprawie prowadził Mieczysłau Hryb, który piastował wówczas funkcję szefa Wydziału Spraw Wewnętrznych Obwodowego Komitetu Wykonawczego Witebska.

## Młodość
Hienadź Michasiewicz urodził się 7 kwietnia 1947 r. we wsi Miory położonej w rejonie miorskim (obwód witebski). Jako dziecko Giennadij był powściągliwym i cichym chłopcem, przez co dziewczyny często go wyśmiewały. Z tego powodu Michasiewicz nabył kompleksu seksualnego. Ponadto jego ojciec cierpiał na alkoholizm, a młody Hienadź niemal codziennie był świadkiem przemocy domowej, której ofiarą była jego matka. Po ukończeniu szkoły Michasiewicz został powołany do sił zbrojnych ZSRR i służył w marynarce wojennej, ale z powodu zapalenia wątroby wkrótce został zwolniony i wrócił na Białoruś.

## Morderstwa
Pierwszego morderstwa Michasiewicz dokonał w nocy 14 maja 1971 r. w pobliżu wsi Ekiman w obwodzie połockim. Według niego, w tamtym czasie był przygnębiony rozstaniem z dziewczyną i szukał ustronnego miejsca, w którym mógłby się powiesić. Po przypadkowym spotkaniu z Ludmiłą Andarałową, 19-letnią mieszkanką okolicy, zmienił swoje zamiary: „Po co miałbym przejmować się kobietą? Wolałbym ją udusić”. Michasiewicz napadł na Andarałową, zgwałcił ją i udusił rękami. Ciało Ludmiły odnaleziono 16 maja. Początkowo śledczy przypuszczali, że padła ona ofiarą rozboju, jednak Borys Łaporewicz, inspektor dochodzeniowo-śledczy witebskiego Obwodowego Komitetu Wykonawczego, przedstawił wersję dotyczącą pojawienia się mordercy seksualnego w obwodzie witebskim. Sprawa pozostawała nierozwiązana przez ponad miesiąc, a Łaporewicz został wycofany ze śledztwa. Następnie niejaki Głuszakou został uznany za winnego morderstwa Andarałowej. Został on skazany na 15 lat więzienia. Michaił Żawnerowicz, śledczy zajmujący się szczególnie ważnymi sprawami w prokuraturze Białoruskiej SRR, powiedział Łaporewiczowi: „Tak trzeba pracować, trzeba umieć rozwiązywać przestępstwa”.
Wieczorem 29 października 1971 roku na przedmieściach Witebska Michasiewicz zaatakował inną dziewczynę i próbował udusić ją sznurem od bielizny. Ofiara zaczęła się szarpać, krzyczeć i ugryzła napastnika w rękę. W tym momencie uczniowie usłyszeli ją i podążali za światłem latarki. Michasiewicz postanowił nie ryzykować, uciekł z miejsca niedoszłej zbrodni i porzucił narzędzie. Dziewczyna przeżyła, ale w toku śledztwa natrafiono na materiał dowodowy – linę z krwią. Tego samego dnia w pobliżu wsi Ruba zgwałcił i zabił inną dziewczynę, której ciało odnaleziono następnego ranka. Epizod usiłowania zabójstwa dziewczyny na obrzeżach Witebska w ogóle nie został uwzględniony przez śledczych, a znalezioną na miejscu zbrodni pętlę wyrzucono. Wersja, że napadu dokonał ten sam przestępca, który zabił Ludmiłę Andarałową, oraz fakt, że za morderstwo Andarałowej skazano niewinną osobę, nie sprzyjało śledztwu.
Trzeciego i czwartego morderstwa Michasiewicz dokonał 15 kwietnia i 30 lipca 1972 r. w rejonie stacji kolejowej Łuczesa na przedmieściach Witebska. W 1975 r. Michasiewicz zabił w obwodzie połockim dwie kolejne kobiety. Świadek morderstwa popełnionego 30 lipca 1972 r. zeznał, że widział w pobliżu miejsca zbrodni trzech młodych mężczyzn z owczarkiem niemieckim. Wkrótce na przedmieściach Witebska aresztowano trzy osoby: Walerija Kowalowa, Nikołaja Janczenkę i Władimira Paszkiewicza, którzy spacerowali z owczarkiem niemieckim. Podczas konfrontacji Kowalowa, Janczenki i Paszkiewicza, którą prowadził Michaił Żawnerowicz, zeznania zostały zmienione. Żawnerowicz zagroził aresztowanym, że zostaną skazani na karę śmierci, jeżeli nie przyznają się do morderstwa. Pod naciskiem śledztwa Kowalow i Janczenko przyznali się do winy, lecz Paszkiewicz upierał się, że jest niewinny. Cała trójka została skazana za morderstwo: Kowalew na 15 lat więzienia, Paszkiewicz – na 12 lat, Janczenko – na 2,5 roku więzienia.
Na zewnątrz Hienadź Michasiewicz prowadził zwyczajne życie. W czerwcu 1973 r. ukończył Wyższą Szkołę Mechanizacji Rolnictwa w Gorodku, wrócił do wsi Wschód i rozpoczął pracę jako mechanik samochodowy w PGR. 28 kwietnia 1976 r. Michasiewicz podjął pracę jako technik warsztatu naprawczego w gospodarstwie hodowlanym Dźwina w obwodzie połockim. W maju tego samego roku ożenił się ze sprzedawczynią i przeprowadził się do wsi Soloniki. W latach 1976–1978 Michasiewicz zabił cztery kobiety na obszarze między Połockiem a Nowopołockiem. Zabójca zgwałcił trzy z czterech ofiar. W latach 1979 i 1980 Michasiewicz zabił dwie kolejne kobiety, drugie z tych morderstw popełnił na tym samym obszarze między Połockiem i Nowopołockiem, gdzie miały miejsce wcześniejsze 4 morderstwa.
W 1981 r. Michasiewicz zakupił czerwony samochód osobowy ZAZ-968M. Od tego roku przyjął on nową taktykę popełniania morderstw: w różnych dzielnicach obwodu witebskiego zaczął zwabiać do swojego samochodu dziewczyny i kobiety, które stały przy drodze i prosiły o podwiezienie. W 1981 r. Michasiewicz zabił 3 kobiety, latem 1982 r. – 5 kobiet, w 1983 r. – kolejną, która stała się jego 22. ofiarą. W 1984 r. Michasiewicz zabił 12 kobiet; morderca dopuścił się większości zbrodni na magistralach między Witebskiem, Połockiem i Lepelem.
Michasiewicz cieszył się opinią dobrego pracownika, wzorowego męża i aktywnego uczestnika życia publicznego. Miał dwójkę dzieci, był członkiem KPZR (od 1978), a także dowódcą oddziału ludowego, prowadził zdrowy tryb życia.
Za zbrodnie Michasiewicza skazano łącznie 14 niewinnych osób. Jeden z nich, Mikałaj Tereniau, został skazany na śmierć i rozstrzelany. Drugi, Oleg Adamow, został skazany na 15 lat więzienia. Trzeci, Władimir Goreły, oślepł w więzieniu. Funkcjonariusze uciekali się do torturowania oskarżonych i fałszowania dowodów (m.in. w mieszkaniu Olega Adamowa podrzucono fotografię rzekomo przez niego zamordowanej kobiety). Większość śledczych nie poszukiwała seryjnego mordercy, ponieważ w społeczeństwie sowieckim lat 70. i pierwszej połowy 80. nie było zwyczaju mówienia o obecności seryjnych morderców, co uznawano za charakterystyczną cechę krajów kapitalistycznych. Ponadto organy śledcze znajdowały się pod presją szefostwa zainteresowanego wysokimi wskaźnikami wykrywalności przestępstw.
Trwające zabójstwa spowodowały niezadowolenie z działalności organów ścigania i spadek zaufania do nich ludności regionu. Doszło do zbrodni w otoczeniu spekulacji i plotek. Kobiety bały się chodzić do pracy na drugą, a także trzecią zmianę. Po zmroku ulice wielu miejscowości w regionie opustoszały.

## Konsekwencje
W zaistniałej sytuacji Komitet Centralny KPZR przejął kontrolę nad śledztwem w sprawie morderstw kobiet w obwodzie witebskim. W region wysłano ponad 100 pracowników ze wszystkich organów ścigania BSRR i innych republik ZSRR, w tym Prokuratury Generalnej i KGB. Minister spraw wewnętrznych BSRR Wiktor Piskarew podjął decyzję o wzmocnieniu personelu Dyrekcji Spraw Wewnętrznych Obwodowego Komitetu Wykonawczego Witebska, na którego czele w styczniu 1985 r. Został Mieczysłau Hryb, który kierował śledztwem w sprawie morderstw kobiet w regionie.
Śledczy zajmujący się szczególnie ważnymi sprawami prokuratury BSSR, Nikołaj Ignatowicz, po przestudiowaniu przypadków morderstw kobiet w regionie, przyjął, że wszystkich przestępstw dokonała jedna osoba i doprowadził do połączenia spraw w jedną.
W toku śledztwa wysunięto wersję, jakoby sprawca kierował samochodem, co potwierdzają zeznania świadków, którzy widzieli, jak przyszłe ofiary mordercy wsiadały do czerwonego samochodu „Zaporożca” lub samochodu „Pomocy Technicznej”. W regionie rozpoczęły się kontrole marek i typów samochodów oraz ich kierowców. W kontrolach tych brał udział sam Michasiewicz, jako strażnik ludowy.
W latach 1984–1985 w obwodzie witebskim wyjaśniono 221 przestępstw, w tym 27 morderstw, 17 spraw dotyczących umyślnego spowodowania ciężkiego uszkodzenia ciała, 14 rozbojów i napadów, 93 kradzieży. Aresztowano 479 przestępców, odnaleziono 186 osób zaginionych, oraz przejęto siedem sztuk niezarejestrowanej broni palnej.

## Aresztowanie
Chcąc skierować śledztwo na złą drogę, 16 sierpnia 1985 r. Michasiewicz anonimowo wysłał list do pełniącego obowiązki redaktora naczelnego gazety Robotnik Witebski, W. Romanowskiego, w imieniu fikcyjnej organizacji antyradzieckiej „Patrioci Witebska”. List został natychmiast przekazany do regionalnego oddziału KGB. Początkowo nie przywiązywano do niego większej uwagi. Jednak jesienią 1985 r. Michasiewicz zabił dwie kobiety: 5 września w pobliżu wsi Gamzelewo w obwodzie połockim, 27 października w pobliżu wsi Pawłowicze w obwodzie witebskim (zgwałcił i udusił ofiarę jej własną chustą). Zabójca włożył w usta swojej ostatniej ofiary notatkę z napisem „Za zdradę stanu – śmierć!” Śmierć komunistom i ich poplecznikom! „Patrioci Witebska”
Badania grafologiczne wykazały, że list do redaktora gazety „Witebskij Raboczij” i notatka znaleziona na miejscu ostatniego morderstwa zostały napisane przez tę samą osobę. Rozpoczęto kontrolę prawie całej dorosłej populacji regionu. Specjaliści od pisma ręcznego z KGB sprawdzili 556 tys. pism. 25 listopada podczas kontroli kierowców czerwonych Zaporożców inspektor okręgowy Wydziału Spraw Wewnętrznych Obwodu Połockiego Walerij Wierietennikow przyjął od Michasiewicza pisemne wyjaśnienia. W rezultacie śledztwo było w stanie zidentyfikować zabójcę na podstawie jego pisma.
8 grudnia zdecydowano o zatrzymaniu Michasiewicza, jednak agenci, którzy przybyli wieczorem do jego domu, nie zastali go na miejscu. 9 grudnia w jego pracy dowiedzieli się, że wziął urlop i zamierza „lecieć z rodziną na wakacje”. Wieczorem tego samego dnia został on zatrzymany w domu swojego szwagra we wsi Goriany w obwodzie połockim. Spakował rzeczy dla całej rodziny i cztery bilety lotnicze do Odessy. Podczas przeszukania domu Michasiewicza odnaleziono część rzeczy należących do zamordowanych przez niego kobiet.
11 grudnia przestępca zaczął składać zeznania. Podczas przesłuchań i badań śledczych szczegółowo opisywał okoliczności każdego przestępstwa, wskazywał miejsca ich popełnienia oraz gdzie ukrywał zwłoki i dobytek ofiar. Oprócz znanych już ofiar, we wskazanych przez niego miejscach odnaleziono szczątki 5 kobiet uznanych za zaginione w latach 1981–1984. W sumie zabójca przyznał się do 43 morderstw.
Według śledczych Michasiewicz nie żałował swojej zbrodni, przestępcy wyraźnie pochlebiało zwrócenie uwagi na jego osobę. Z pasją opowiadał o wszystkich szczegółach swoich zbrodni, często śmiejąc się i żartując ze swoich ofiar i funkcjonariuszy organów ścigania. Podczas jednego z eksperymentów śledczych na pytanie śledczego, czy miał kontakt seksualny z ofiarą, Michasiewicz odpowiedział śmiechem, którego nie pamiętał, bo „o wiele ciekawiej było ją udusić”.
Podczas jednego z przesłuchań zabójca przyznał, że dwukrotnie omal nie udusił własnej żony, ale udało mu się opanować „obmywając się zimną wodą z kranu”. Według przestępcy mało interesował się żoną i praktycznie nie komunikował się z nią w życiu codziennym, z wyjątkiem pomocy w pracach domowych. Na temat motywów, które pchnęły go do popełnienia przestępstwa, odpowiedział następująco:
„Od czasu do czasu, gdy byłem sam, nachodził mnie jakiś stan, który skłaniał mnie do szukania kobiety, aby najpierw nawiązać z nią kontakt, dotknąć jej ciała, spróbować odbyć z nią stosunek seksualny. Kiedy zetknąłem się z kobietą, ogarnęło mnie pewnego rodzaju szaleństwo, w którym miażdżyłem i zabijałem kobiety. Uważałem, że kobietę zdecydowanie należy zmiażdżyć i w takich przypadkach nie mogłem się powstrzymać. Po morderstwie poczułem ulgę, nie żałowałem tego, co zrobiłem”.
Śledztwo trwało ponad rok, przesłuchano 227 świadków i uwzględniono 60 materiałów dowodowych. Materiały zebrane w toku śledztwa mieszczą się w 173 tomach sprawy karnej. Udało się wykazać udział Michasiewicza w 36 morderstwach i jednym usiłowaniu zabójstwa.

## Proces i werdykt
Na zakończenie badania psychiatrycznego przeprowadzonego w Instytucie Badawczym Psychiatrii Ogólnej i Sądowej, Wiceprezes Serbski powiedział:
„Michasiewicz nie cierpi na chorobę psychiczną, ma cechy psychopatyczne i skłonność do perwersji seksualnych. Tym cechom osobowości towarzyszy obecność perwersji seksualnych w postaci przejawów sadyzmu... nie towarzyszą zaburzenia myślenia, pamięci, emocjonalności i krytycyzmu. W okresie objętym zarzucanymi mu czynami Michasiewicz nie wykazywał żadnych oznak bolesnych zaburzeń psychicznych, mógł być świadomy swoich działań i kierować nimi, należy go uznać za zdrowego psychicznie.
Proces Hienadźa Michasiewicza toczył się w Mińsku od 14 kwietnia do 19 maja 1987 roku. Kolegium Sądownicze do Spraw Karnych Sądu Najwyższego ZSRR, któremu przewodniczy sędzia Fiodor Sawkin, skazał go na karę śmierci. W swoim ostatnim słowie na rozprawie Michasiewicz nie żałował popełnienia morderstw. Odmówił złożenia prośby o ułaskawienie. Pismo wysłane do Sądu Najwyższego BSRR od matki mordercy z prośbą o ułaskawienie pozostało bez echa. Wyrok wykonano 25 września 1987 r., według innych źródeł – 19 stycznia lub 3 lutego1988 r. w zamku Piszczałowskim.

## Sprawa witebska o nadużycie władzy w MSW i prokuraturze BSRR
Za przestępstwa Michasiewicza przed aresztowaniem skazano 14 osób: jeden z nich, Nikołaj Terenia, został stracony. Drugi, Władimir Goreły, skazany na 12 lat więzienia, odsiedział sześć lat i oślepł, po czym został zwolniony jako niestwarzający zagrożenia. Czterech osadzono w miejscach pozbawienia wolności na okres dłuższy niż 10 lat.
Główną odpowiedzialność za szczególnie ważne sprawy prokuratury BSRR powierzono śledczemu Michaiłowi Żawnerowiczowi, który prowadził większość spraw niewinnie skazanych. Oprócz niego po schwytaniu mordercy przed sądem stanęło około 200 kolejnych pracowników Ministerstwa Spraw Wewnętrznych BSRR. Jeden ze śledczych, dowiedziawszy się o stawianych mu zarzutach, popełnił samobójstwo. Realną odpowiedzialność poniósł jedynie prokurator rejonowy prokuratury transportowej BSSR Walerij Soroko, skazany na 4 lata więzienia, kilku innych funkcjonariuszy organów ścigania otrzymało kary pozbawienia wolności w zawieszeniu od 2 do 2,5 roku. Reszta uniknęła jedynie nagan, degradacji ze stopni i stanowisk, zwolnień z organów ścigania i wydalenia z KPZR.
Główny oskarżony w sprawie karnej o nadużycie władzy Żawnerowicz w rzeczywistości nie poniósł żadnej odpowiedzialności: w listopadzie 1987 r. w związku z amnestią z okazji 70. rocznicy Rewolucji Październikowej sprawa karna przeciwko Żawnerowiczowi została umorzona, a on sam został wysłany na emeryturę z zachowaniem wszystkich tytułów i nagród. Wkrótce po przejściu na emeryturę Żawnerowicz zmarł.